# Erwin Waßner (Schiff)
Die Erwin Waßner war ein U-Boot-Begleitschiff der deutschen Kriegsmarine im Zweiten Weltkrieg. Sie war nach dem hochdekorierten U-Boot-Kommandanten des Ersten Weltkriegs und späteren Konteradmiral und Londoner Marineattaché Erwin Waßner (1887–1937) benannt.

## Bau und Technische Daten
Das Schiff wurde 1937 mit der Baunummer 213 bei der Deutschen Werft in Hamburg-Finkenwerder für die Oldenburg-Portugiesische Dampfschiffs-Rhederei auf Stapel gelegt und lief dort am 21. Januar 1938 als Motorfrachtschiff Gran Canaria vom Stapel. Das 3866 BRT große Schiff war 123,1 m lang und 16,7 m breit und hatte 5,7 m Tiefgang. Die Maschinenanlage bestand aus zwei La Mont-Wasserrohrkesseln (570 m²/35 atü), einem Satz AEG-Getriebeturbinen mit 6750 PS und einer Schraube von 4,10 m Durchmesser; sie gab dem Schiff eine Höchstgeschwindigkeit von 19,5 kn.

## Schicksal
Die Kriegsmarine kaufte den Neubau noch im gleichen Jahr und ließ ihn zum U-Boot-Begleitschiff umbauen.  Dabei wurde das Schiff mit vier 3,7-cm-Flak und sechs 2-cm-Flak bewaffnet. Die Wasserverdrängung betrug nach dem Umbau maximal 6080 t. Mit seinem Ölvorrat von 700 t konnte das Schiff bei 13 kn Marschgeschwindigkeit 8000 Seemeilen zurücklegen. Die Stammbesatzung bestand aus 229 Mann. Zusätzlich fanden sechs bis sieben U-Boot-Besatzungen Platz an Bord. 
Am 29. März 1939 wurde das Schiff unter dem Namen Erwin Waßner in Dienst gestellt. Erster Kommandant war Korvettenkapitän Heinrich Bertram; er wurde im Oktober 1939 durch Kapitänleutnant d. R. (später Korvettenkapitän d. R.) Pies abgelöst, der das Schiff bis Juli 1944 befehligte. Die Erwin Waßner diente Kommodore Karl Dönitz, dem FdU/BdU, und seinem Stab als Führungsschiff, bis der operative Stab des BdU im November 1939 nach Sengwarden bei Wilhelmshaven verlegt wurde. An Bord blieb Kapitän zur See Hans-Georg von Friedeburg, der zunächst als Abteilungschef BdU/Org., ab September 1941 als 2. Admiral der U-Boote und ab 1. März 1943 als Kommandierender Admiral der U-Boote die truppendienstliche Führung innehatte und die Organisation des gesamten personellen und materiellen Nachschubs regelte.
Heimathafen war Kiel. Dort wurde das Schiff am 24. Juli 1944 bei einem britischen Luftangriff versenkt.